# ۴۵۳ (پیش از میلاد)
۴۵۳ (پیش از میلاد) ۴۵۳مین سال قبل از تقویم میلادی است.